# Renera
Renera település Spanyolországban, Guadalajara tartományban. Renera Aranzueque, Armuña de Tajuña, Fuentelviejo, Moratilla de los Meleros, Hueva és Hontoba községekkel határos. Lakosainak száma 103 fő (2024).

## Népesség
A település népessége az utóbbi években az alábbiak szerint változott:
| Lakosok száma | 59   | 61   | 73   | 113  | 122  | 126  | 97   | 90   | 109  | 103  |
|               | 2001 | 2004 | 2006 | 2009 | 2011 | 2014 | 2016 | 2019 | 2021 | 2024 |